# Domenico De Sole
Domenico De Sole (Roma, 1944) è un dirigente d'azienda italiano, presidente di Tom Ford International, attuale direttore di Acamar Partners, ex presidente di Sotheby's ed ex presidente e amministratore delegato del Gruppo Gucci.

## Biografia
Domenico De Sole è figlio di un generale del Regio esercito italiano. Si è laureato in giurisprudenza presso l'Università La Sapienza di Roma nel 1970, e poi ha ricevuto una borsa di studio per la Harvard Law School, dove ha conseguito un Master of Laws nel 1972.
Ha lavorato per importanti studi legali statunitensi prima di diventare partner dello studio Patton, Boggs & Blow di Washington DC, specializzato in diritto tributario. Uno dei suoi clienti nei primi anni ottanta fu Gucci, dove aiutò nella ristrutturazione aziendale, e Rodolfo Gucci, figlio del fondatore Guccio Gucci, convinse De Sole a unirsi nel 1984 come CEO di Gucci America.
De Sole è stato presidente amministratore delegato del Gruppo Gucci dal 1994 al 2004. Durante il suo mandato guidò il marchio dell'imminente bancarotta a un conglomerato di lusso che comprendeva Yves Saint Laurent (azienda), Bottega Veneta, Balenciaga, Alexander McQueen, Stella McCartney e Sergio Rossi (azienda). De Sole è presidente di Tom Ford International da quando la società è stata fondata nel 2005.
Nel marzo 2015 è diventato presidente della casa d'aste internazionale Sotheby's, lavorando al fianco del presidente e amministratore delegato Tad Smith, la cui nomina è stata annunciata lo stesso giorno. Si è dimesso nel novembre 2019 a seguito della vendita dell'azienda.
De Sole fa parte dei consigli di amministrazione di Pirelli (azienda) ed Ermenegildo Zegna (imprenditore 1955). In precedenza è stato amministratore di Gap, Inc., Telecom Italia, Bausch & Lomb, Delta Air Lines, Newell Brands, Procter & Gamble.

## Vita privata
De Sole e sua moglie Eleanore Leavitt De Sole vivono a Hilton Head Island in South Carolina. Eleanore De Sole ha fatto parte dei consigli di amministrazione del Savannah College of Art and Design, in Georgia, e dell'Aspen Art Museum, in Colorado.
Hanno due figlie. Laura De Sole, vicepresidente marketing globale dei prodotti presso The Estèe Lauder Companies, ha sposato Benjamin Baccash nel 2013. Eleanore Richards "Rickie" De Sole, direttrice esecutiva della moda di Vogue.com, ha sposato Derek Webster nel 2012.
Nel 2016 i De Sole hanno citato in giudizio la galleria Knoedler di New York per aver venduto loro un falso dipinto di Mark Rothko.

## Nella cultura di massa
Nel film House of Gucci del 2021 diretto da Ridley Scott, De Sole è stato interpretato dall'attore Jack Huston.